# Olaf Halvorsen
Olaf Halvorsen (1913-1993) var anledning til  Klaksvíkstriden på Færøerne i 1950'erne.
Han mistede sin far, da han var 2 år, og sin mor da han var 5 år. Derefter boede Olaf hos sine bedsteforældre, men bedstefaderen døde, da Olaf var 14 år gammel. 1939 var han færdiguddannet som læge. Den 8. juli 1938 meldte han sig ind i Danmarks Nationalsocialistiske Arbejderparti (DNSAP). I 1939 var Halvorsen i et par måneder lægevikar for Frits Clausen i Bovrup, som var partifører for DNSAP. Nazi-Tysklands angreb på Danmark i 1940 førte til et tillidsbrud og uvenskab mellem Clausen og Halvorsen, og Halvorsen meldte sig ud af DNSAP.
Da han blev ansat som vikarierende læge på Klaksvig Sygehus, startede problemerne. Under de dramatiske begivenheder i Klaksvík boede Halvorsen sammen med sin kone Andrea og deres to sønner. Efter Klaksvíkstriden bosatte Halvorsen sig i Klampenborg ved København og praktiserede som læge, indtil han blev pensioneret. Han vendte aldrig tilbage til Færøerne. Olaf Halvorsen døde i 1993, 80 år gammel.